# 楊鶴齡

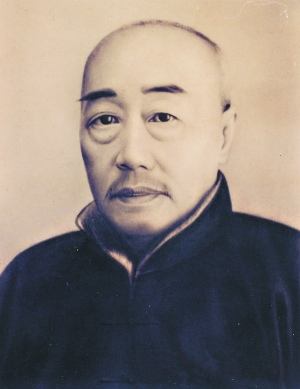

楊鶴齡（1868年7月—1934年8月），字禮遐。廣東香山縣翠亨村人。香港商人，中国民主革命家。

## 生平

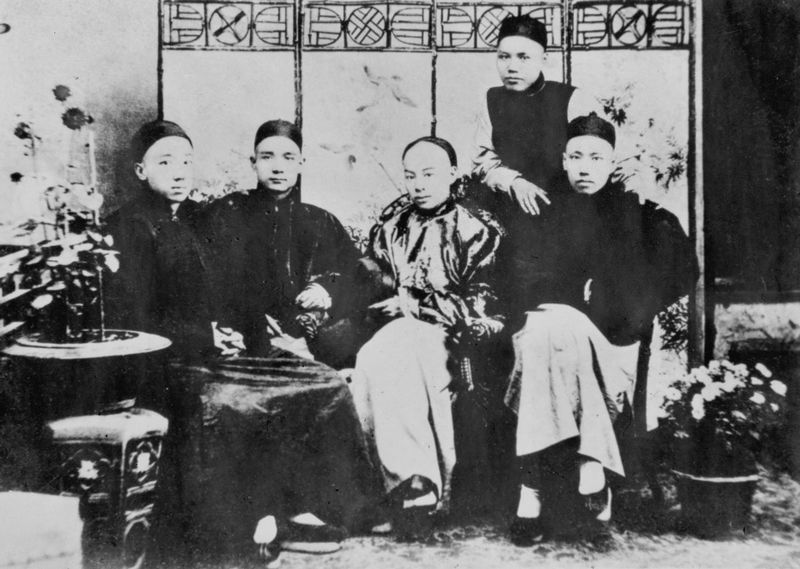
四大寇和關景良（1890年攝于香港）。前排左起：楊鶴齡、孫中山、陳少白、尢列。後立者為關景良並不是四大寇之一。

楊鶴齡生于澳门。他的老家翠亨村也是孙中山、陆皓东的老家，三个人自幼便认识。1886年，他入廣州算學館，和尢列是同学。1888年他毕业后到香港，住在父亲开设的上環“楊耀記”店舖。1890年前后，他與孫中山、陳少白、尢列等人於“楊耀記”內密談反清革命，時人稱之為「四大寇」。1892年在澳門，孫中山向鏡湖醫院借钱兴辦中西藥局，“擔保還銀人”是澳門紳商、楊鶴齡的妹夫吳節薇。後来，孫中山因在澳門发展不顺利，遂到廣州及香山石岐開藥局，據楊鶴齡的儿子楊國鏗回憶，當時楊鶴齡将澳門龍嵩街的一座房子卖给了吳節薇，将所得钱款全部贈与孫中山發展事業。1895年，他加入興中會。後來，孫中山接连發動反清起義，楊鶴齡在香港和澳门籌募革命經費并宣传反清，还曾经在陳少白創辦的《中國日報》社任職。
1912年南京临时政府成立，他任总统府秘书，同年4月他随临时大总统孙中山解职而去职。此后，他居住在澳門，並把住宅命名為“楊四寇堂”，纪念四大寇时期。1919年5月16日，他致信孫中山求職，被孙中山婉拒。1920年，他再次致信孫中山求職，再次被孙中山拒绝。1921年9月，孫中山在廣州就任非常大總統，9月14日楊鶴齡被聘為總統府顧問，並每月获養老金。孙中山还命许崇智拨款整修了越秀山南麓的文瀾閣并更名为“三老楼”，請楊鶴齡、陳少白、尢列入住。1923年，孫中山在廣州設立陸海軍大元帥大本營，4月4日楊鶴齡被任命为為港澳特務調查員。1925年孙中山逝世，他再次退隐于澳门。
1934年8月，他因脑溢血病逝于澳門，享年67岁。后葬於翠亨村南的金檳榔山。